# Wiesław Zieliński
Wiesław Stanisław Zieliński (ur. 6 maja 1949 w Rzeszowie) − polski poeta, prozaik, eseista, krytyk literacki, dziennikarz prasowy i radiowy. W latach 1990–1996 i 1999-2009 był prezesem rzeszowskiego oddziału Związku Literatów Polskich w Rzeszowie.
Debiutował w 1972 roku wierszem „Geometria” zamieszczonym w rzeszowskim magazynie młodzieżowym „Prometej”. Jako dziennikarz - publicysta sportowy debiutował w tym samym roku na łamach tego samego magazynu. Posługiwał się pseudonimem Wiesław Karny. Pierwszy tomik poezji „Zabawa w dorosłych” opublikował w 1979 roku.
Jako poeta oraz eseista, krytyk literacki i recenzent publikował w pismach: „Życie Literackie”, „Literatura”, „Poezja”, „Gazeta Polska”, „Biały Orzeł” (Boston), „Express Wieczorny” (Sydney), „Krynica” (Kijów), „Tygodnik Kulturalny”, „Przegląd Tygodniowy”, „Okolice”, „Tak i Nie”, „Nowiny Rzeszowskie”, „Nasz Dom Rzeszów” i „Dziennik Bałtycki”.
Od 1968 do końca 1975 pracował w Rzeszowskich Zakładach Graficznych. Od 1979 w Rzeszowskim Wydawnictwie Prasowym. W latach 1993–2001 pracował jako reporter sportowy w Gazecie Rzeszowskiej (oddział Gazety Wyborczej). Obecnie jest felietonistą sportowym Radia Rzeszów oraz współpracuje z miesięcznikiem „Nasz Dom Rzeszów”.
Od stycznia 1977 do marca 1981 roku pełnił funkcję prezesa Korespondencyjnego Klubu Młodych Pisarzy „Gwoźnica” w Rzeszowie. Organizował sesje i ogólnopolskie spotkania literackie pod nazwą Wspólna Obecność. Pod koniec marca 1981 roku w Jadwisinie k. Warszawy został wybrany przewodniczącym Krajowej Rady KKMP. Zrezygnował z tej funkcji po ogłoszeniu stanu wojennego w lutym 1982 roku.
W latach 1984–1986 był rozpracowywany przez służby bezpieczeństwa PRL z powodu propagowania wrogich poglądów i prowadzenia działalności „przeciwko linii politycznej partii”.
Był członkiem kandydatem Związku Literatów Polskich od 1984 roku, a w 1990 roku po uzyskaniu legitymacji członkowskiej został wybrany prezesem rzeszowskiego oddziału ZLP. Funkcję tę pełnił do 1996 roku, a następnie w latach 1999-2009.
Był pomysłodawcą ustanowienia Literackiej Nagrody Złote Pióro przyznawanej przez rzeszowski oddział od 1992 roku oraz nagrody za najwybitniejsze osiągnięcia światowej i krajowej literatury Diamentowo Pióro przyznawanej z okazji jubileuszów istnienia oddziału ZLP w Rzeszowie.
21 lutego 2009 roku na znak protestu przeciwko zasiadaniu we władzach Zarządu Głównego Związku Literatów Polskich tajnych współpracowników służb PRL (wskazanych aktami IPN) zrezygnował z członkostwa w Związku Literatów Polskich. W 2011 roku wydał książkę pod tytułem „Bagno”, w której zarzuca niektórym polskim literatom współpracę ze służbami bezpieczeństwa okresu PRL.
Mieszka w Rzeszowie. W latach 1968–1989 był sędzią piłki nożnej.

## Nagrody
- Nagroda Literacka Miasta Rzeszowa II stopnia w 2001[7]
- Medal im. Franciszka Kotuli w 2001[8]

## Publikacje

### Poezja
- „Zabawa w dorosłych”, Warszawa, „Iskry” 1979, 54 s. ISBN 83-207-0098-1
- „Bogowie moich czterech ścian”, Warszawa, „Iskry” 1981, 51 s. ISBN 83-207-0419-7
- „Rok” – bajki dla dzieci, Warszawa, Rada Naczelna Polskiego Komitetu Pomocy Społecznej, Rzeszów, Zarząd Wojewódzki PKPS 1984, 45 s.
- „Niestałość wiatru”, Rzeszów, „Raf” 1993, 70 s. ISBN 83-900439-5-5
- „Przemijanie”, Rzeszów, „Raf”, 1996, 107 s. ISBN 83-901290-8-6
- „Odmiany miłości”, Warszawa, Rzeszów, Agencja Wydawnicza Ad Oculos, 2005, 46 s. ISBN 83-87907-43-X
- „Syndrom Nabokova”, Rzeszów, Oddział Związku Literatów Polskich 2007, ISBN 978-83-925021-6-6
- „Syndromy uczuć”, Rzeszów, nakładem autora 2008, ISBN 978-83-927213-6-9
- „Żart Pana Boga”, Rzeszów, Wydawnictwo RS Druk 2009, 47 s. ISBN 978-83-61441-80-9
- „The joke of Lord God = Żart Pana Boga”, Rzeszów, Wydawnictwo Dreams 2010, wydanie 2 polsko-angielskie, tłumaczenie na język angielski Magdalena Jakubiec, 71 s. ISBN 978-83-930941-4-1
- ,,Rodzinne Szczęście = Family Happiness'' (Wybór wierszy/ Selected poems) Rzeszów, Wydawnictwo RS Druk 2016, 201 s. Wydanie polsko-angielskie, tłumaczenie na język angielski Mirosław Grudzień. ISBN 978-83-65293-08-4.

### Proza
- „Ze sztambucha dawnego Rzeszowa”, Rzeszów, „Libri Ressovienses” 2000, 199 s. ISBN 83-87799-20-3
- „Magiczne miejsca, magiczne lata”, Rzeszów, Związek Literatów Polskich, „RS Druk” 2002, 96 s. ISBN 83-910890-9-6
- „Książę Nastroju Jerzy Berdo Berdowski”, Rzeszów 2011, 144 s., ISBN 978-83-61441-27-4
- „Bagno”, Rzeszów 2011, 144 s., ISBN 978-83-61441-35-9
- "Śmiejmy się z choć i przewielebnych", Rzeszów 2014, 109s., ISBN 978-83-63666-89-7
- Sprawa Obiektowa kryptonim "Muza". Kronikarskie zapiski o działaniach osób zarejestrowanych jako tajni współpracownicy Służb bezpieczeństwa PRL (w świetle dokumentów IPN), Rzeszów, RS Druk, 2015, s.152 ISBN 978-83-65293-00-8

### Eseistyka
- „W literackiej krainie polskich kangurów”, Rzeszów, Rzeszowski Oddział Stowarzyszenia „Wspólnota Polska” 2004, 73 s. ISBN 83-910573-7-2

### Inne
- Mała ojczyzna - Jedlicze autor Bronisława Betlej, słowo wstępne Wiesław Zieliński, Kraków, Bronisława Betlej, nakładem Rafinerii Jedlicze, 1999, 31 s. ISBN 83-907210-7-4
- Stan skupienia wybór wierszy, autor Bronisława Betlej, opracowanie i wybór tekstów Wiesław Zieliński, Kraków, Gmina Gorlice 1998, 190 s. ISBN 83-907210-2-3
- Zakręty autor Zbigniew Michalski, wstęp Wiesław Zieliński, Mielec, Samorządowe Centrum Kultury, Towarzystwo Miłośników Ziemi Mieleckiej im. Wł. Szafera 2008, 64 s. ISBN 978-83-925751-1-5
- Zatrzymany czas autor Marta Świderska, wybór wierszy Marta Świderska i Wiesław Zieliński, Rzeszów, „Abres” 1996, 45 s. ISBN 83-902499-1-X